# Giuseppe Dordoni
Giuseppe „Pino” Dordoni (ur. 28 czerwca 1926 w Piacenzy, zm. 24 października 1998 tamże) – włoski lekkoatleta chodziarz, mistrz olimpijski i mistrz Europy.
Początkowo startował w chodzie na 10 000 metrów. Na igrzyskach olimpijskich w 1948 w Londynie zajął 9. miejsce w tej konkurencji.
Później startował na dłuższych dystansach. Na mistrzostwach Europy w 1950 w Brukseli zwyciężył w chodzie na 50 kilometrów. Powtórzył to osiągnięcie na igrzyskach olimpijskich w 1952 w Helsinkach w tej samej konkurencji.
W następnych latach nie odnosił już takich sukcesów. Nie ukończył chodu na 50 kilometrów na mistrzostwach Europy w 1954 w Bernie. Na igrzyskach olimpijskich w 1956 w Melbourne zajął 9. miejsce w chodzie na 20 kilometrów. Na mistrzostwach Europy w 1958 w Sztokholmie był 6. w chodzie na 20 kilometrów i nie ukończył chodu na 50 kilometrów. Wreszcie na swych czwartych igrzyskach olimpijskich w 1960 w Rzymie zajął 7. miejsce w chodzie na 50 km.
Dwukrotnie zwyciężył w igrzyskach śródziemnomorskich w chodzie na 10 000 metrów: w Aleksandrii w 1951 oraz w Barcelonie w 1955.
26 razy był mistrzem Włoch:
- chód na 10 000 metrów: 1946–1956 i 1957
- chód na 20 kilometrów: 1947–1950 i 1952–1957
- chód na 50 kilometrów: 1949, 1950 i 1952-1954

Swój najlepszy wynik w chodzie na 50 kilometrów osiągnął na zakończenie kariery 16 października 1960 w Ponte San Pietro: 4:24:19.
Po zakończeniu wyczynowego uprawiania lekkoatletyki został trenerem chodu sportowego. Jego podopiecznymi byli m.in. Abdon Pamich i Maurizio Damilano.